# Spartacus: Gods of the Arena
Spartacus: Gods of the Arena és una minisèrie de televisió de la cadena Starz, preqüela de Spartacus: Blood and Sand, títol de la primera temporada de la sèrie Spartacus. La minisèrie tracta sobre el paper d'en Cànic (Gannicus) (Dustin Clare), el primer gladiador que es fa campió a Càpua. Els membres del repartiment inclouen John Hannah, Lucy Lawless, Peter Mensah, Nick E. Tarabay, Lesley-Ana Brandt i Manu Bennett. Es va emetre a partir de gener de 2011.
El motiu de la creació d'aquesta sèrie va ser el retard en la filmació de la segona temporada de la història, anomenada Spartacus: Vengeance, pel tractament a què es va sotmetre l'actor Andy Whitfield per tractar de curar-se el limfoma no hodgkinià que estava patint i poder continuar amb el seu peper d'Espàrtac. Aquesta situació no es va poder donar, ja que l'actor va recaure en la seva malatia i va morir l'11 de setembre del 2011.

## Argument
La minisèrie destaca la sanguinària història de la casa de Batiatus i la ciutat de Càpua abans de l'arribada d'Espàrtac. En Quintus Lentulus Batiatus es fa llanista quan assumeix el ludus del seu pare. La seva ambició és superar l'èxit del seu pare per guanyar-se el seu propi nom i obtenir reconeixement i grandesa per a la seva casa. Al seu costat té la seva dona, l'ambiciosa Lucrecia, que l'ajudarà a arribar al seu objectiu costi el que costi. En Batiatus posa tota la seva fortuna i esperances per guanyar fama i glòria sobre el seu millor gladiador, en Gannicus; un expert guerrer que maneja l'espasa a l'arena com si fos un tità.
Apareix en escena en Crixus, un esclau gal indisciplinat i feroç comprat al primer episodi. En Crixus aguanta burles i amenaces de mort fins a aconseguir convertir-se en el millor gladiador després d'en Gannicus. Hi haurà molts intents dels rivals d'en Batiatus, Tullius i Vettius, per obtenir en Gannicus. A més a més, les relacions entre en Batiatus, el seu pare Titus i amb el seu amic Solonius comencen a ressentir-se per l'ambició implacable d'en Quintus. L'antic gladiador i campió de la casa de Batiatus, Enòmau, és nomenat nou Doctore a causa de les notables destreses mostrades per en Crixus després que l'entrenés, càrrec que l'Enòmau accepta de mal grat, mentre els gladiadors siris Ashur i Dagan es fan enemics feroços, l'Ashur tracta de demostrar-se digne de ser un gran gladiador.
Els gladiadors veterans com Barca i Gannicus veuen en Crixus un futur campió, però temen que les seves pròpies carreres es vegin troncades, com les maquinacions d'en Batiatus i de la Lucrecia per fer que l'elit de Càpua tremoli davant de la seva casa, i que aquesta situació acabi en tragèdia per a diversos membres de la casa. Contra tot això, la construcció de l'esplèndida nova arena de la ciutat s'acaba i amb això s'apropa la data de celebració dels jocs d'obertura que convertiran en déus els gladiadors i llanistes que hi participin amb èxit.

## Repartiment i personatges

### Gladiadors i esclaus
- Dustin Clare com a Cànic (Gannicus), gladiador campió del ludus de Batiatus abans de l'arribada d'Espàrtac.
- Peter Mensah com Enòmau (Oenomaus), gladiador numida que es converteix en Doctore (entrenador).
- Manu Bennett com a Crix (Crixus), gladiador gal.
- Lesley-Ann Brandt com a Naevia, l'esclava personal i lleial de Lucretia.
- Nick E. Tarabay com Ashur, un gladiador sirià la cama del qual queda paralitzada a l'arena per Crix; més tard serveix a Batiatus com a comptable i esbirro.
- Antonio Te Maioha com Barca, anomenat "Beast of Carthage" (Bèstia de Cartago), és un dels gladiadors més reeixits de Batiatus, serveix com a guardaespatlles del seu amo.
- Marisa Ramírez com a Melitta: l'esclava personal de Lucretia i la dona d'Enòmau.
- Andy Whitfield com Espàrtac (Spartacus), veu en off d'arxiu, un esclau traci que es converteix en gladiador al ludus de Lentulus Batiatus abans de liderar un aixecament d'esclaus.

### Romans
- John Hannah com a Lèntul Batiat (Quintus Lentulus Batiuatus), un lanista.
- Lucy Lawless com a Lucretia, la dona de Batiatus.
- Craig Walsh Wrightson com a Solonius, un lanista rival i antic amic de la Casa Batiatus.
- Stephen Lovatt com Tullius, el rival empresarial de Batiatus.
- Jaime Murray com a Gaia, una amiga influent de Lucretia.
- Jeffrey Thomas com a Titus Lentulus Batiatus: pare de Quintus Batiatus i propietari del ludus de la família.
- Gareth Williams com a Vettius, el jove secuaz de Tullius i propietari d'un ludus rival.

## Producció
L'oportunitat de produir Gods of the Arena va sorgir quan la segona temporada de Spartacus es va aturar mentre l'actor principal Andy Whitfield lluitava contra un limfoma no hodgkinià. El creador i productor executiu de la sèrie, Steven S. DeKnight, va ampliar un únic episodi de salt enrere per a la segona temporada en una mini-sèrie de sis parts. La producció per a Gods of the Arena va començar a Nova Zelanda l'agost de 2010.